# Téoulier
Téoulier oder Téoulier Noir ist eine Rotweinsorte, die in der Region Provence im Südosten Frankreichs kultiviert wird. Dort ist sie zum Beispiel noch in der Appellation Palette zugelassen, obwohl kaum noch angebaut. Heute ist die Sorte nahezu ganz verschwunden; offizielle Erhebungen im Jahr 1988 ergaben einen Bestand von 0,8 Hektar.
Die spätreifende Sorte treibt sehr früh aus und ist daher bei Frühjahrsfrösten gefährdet. Wenn die Erträge stark beschränkt werden, erbringt die Sorte tiefdunkle Weine, die bei Verschnitten die Farbe verbessern. Sie wurde daher häufig als Färbertraube (französisch: Teinturier) eingesetzt. Téoulier ist eine Varietät der Edlen Weinrebe (Vitis vinifera). Sie besitzt zwittrige Blüten und ist somit selbstfruchtend. Beim Weinbau wird der ökonomische Nachteil vermieden, keinen Ertrag liefernde, männliche Pflanzen anbauen zu müssen.
Es gibt auch eine weiße Sorte namens Téoulier Blanc.

## Synonyme
Die Rebsorte Téoulier ist auch unter den Namen Brun, Grand Téoulier, Manosquen oder Manosquin, Petit Téoulier, Petit Thuillier, Plant de Manosque, Plant de Porto, Plant Dufour, Taurier, Teinturier Téoulier, Thuillier oder Thuillier Noir und Trouillère bekannt.